# Calendario marmoreo di Napoli
Il Calendario marmoreo di Napoli è un calendario dei santi, scoperto a Napoli nel Settecento, e composto di due lastre di marmo, ognuna delle quali contiene sei mesi. Esso è "un unicum tra le testimonianze epigrafiche e un documento di grande rilevanza nella tradizione dei calendari e martirologi medievali."
Nel 1742, durante i lavori di restauro della basilica di San Giovanni Maggiore di Napoli, furono scoperte 2 lastre di marmo, lunghe ciascuna quasi 6 metri e alte 88 cm. Sono divise in sei scomparti, dove è riportato un calendario dei santi, suddiviso per mesi, equamente disposti sulle due lastre. Il monumento suscitò subito l'interesse degli studiosi e fu pubblicato per la prima volta tra il 1744 e il 1768 con commenti dettagliati sull'opera. Altre edizioni furono pubblicate in seguito, tra cui quella di Hippolyte Delehaye nel 1939 e quella di Domenico Mallardo nel 1947.
Fu composto all'epoca del vescovo Atanasio I di Napoli (849-872) da un anonimo lapicida, che unì due calendari distinti, uno latino e uno bizantino. Secondo Delehaye, il calendario marmoreo non aveva uno scopo liturgico, ma era ad uso dei fedeli, per alimentare la loro devozione personale, ed è composto dal calendario proprio della Chiesa napoletana con l'aggiunta di estratti di un calendario bizantino.
Le due lastre marmoree sono conservate nel palazzo arcivescovile napoletano.